# Liste des bandes indiennes en Alberta
Cet article présente une liste des bandes indiennes en Alberta au Canada. Celle-ci recense toutes les bandes indiennes, ou Premières Nations, de la province. Celles-ci sont classées par ordre alphabétique dans un tableau triable contenant leur nom officiel, leur numéro de bande, le conseil tribal à laquelle elle est affiliée s'il y a lieu, le traité dont la bande est signataire, sa réserve principale et sa population inscrite.

## Liste des bandes indiennes
- Haut – A
- B
- C
- D
- E
- F
- G
- H
- I
- J
- K
- L
- M
- N
- O
- P
- Q
- R
- S
- T
- U
- V
- W
- X
- Y
- Z
- 0-9

| Nom officiel                     | Numéro de bande | Conseil tribal                               | Traité | Réserve principale         | Population inscrite (janvier 2022) |
| -------------------------------- | --------------- | -------------------------------------------- | ------ | -------------------------- | ---------------------------------- |
| Alexander                        | 438             | Yellowhead Tribal Development Foundation     | 6      | Alexander 134              | 2 378                              |
| Alexis Nakota Sioux Nation       | 437             | Yellowhead Tribal Development Foundation     | 6      | Alexis 133                 | 2 194                              |
| Athabasca Chipewyan First Nation | 463             | Athabasca Tribal Council Limited             | 8      | Chipewyan 201 (en)         | 1 392                              |
| Bearspaw                         | 473             |                                              | 7      |                            | 2 027                              |
| Beaver First Nation              | 445             | North Peace Tribal Council                   | 8      | Boyer 164 (en)             | 1 311                              |
| Beaver Lake Cree Nation          | 460             | Tribal Chiefs Ventures Incorporated          | 6      | Beaver Lake 131 (en)       | 1 348                              |
| Bigstone Cree Nation             | 458             |                                              | 8      | Wabasca 166A (en)          | 8 510                              |
| Blood                            | 435             | Blackfoot Confederacy                        | 7      | Blood 148                  | 12 766                             |
| Chiniki                          | 433             | Stoney Nakoda - Tsuut'ina Tribal Council Ltd | 7      |                            | 1 778                              |
| Chipewyan Prairie First Nation   | 470             | Athabasca Tribal Council Limited             | 8      | Janvier 194 (en)           | 1 001                              |
| Cold Lake First Nations          | 464             | Tribal Chiefs Ventures Incorporated          | 6      | Cold Lake 149 (en)         | 3 048                              |
| Dene Tha'                        | 448             | North Peace Tribal Council                   | 8      | Hay Lake 209               | 3 256                              |
| Driftpile Cree Nation            | 450             | Lesser Slave Lake Indian Regional Council    | 8      | Drift Pile River 150 (en)  | 3 084                              |
| Duncan's First Nation            | 451             | Western Cree Tribal Council (en)             | 8      | Duncan's 151A (en)         | 373                                |
| Enoch Cree Nation #440           | 440             |                                              | 6      | Enoch Cree Nation 135 (en) | 2 895                              |
| Ermineskin Tribe                 | 443             | Conseil tribal cri de Maskwacis              | 6      | Ermineskin 138 (en)        | 4 992                              |
| Fort McKay First Nation          | 467             | Athabasca Tribal Council Limited             | 8      | Fort McKay 174 (en)        | 958                                |
| Fort McMurray #468 First Nation  | 468             | Athabasca Tribal Council Limited             | 8      | Gregoire Lake 176B (en)    | 976                                |
| Frog Lake                        | 465             | Tribal Chiefs Ventures Incorporated          | 6      | Puskiakiwenin 122 (en)     | 3 484                              |
| Heart Lake                       | 469             | Tribal Chiefs Ventures Incorporated          | 6      | Heart Lake 167 (en)        | 391                                |
| Horse Lake First Nation          | 449             | Western Cree Tribal Council (en)             | 8      | Horse Lakes 152B (en)      | 1 325                              |
| Kapawe'no First Nation           | 452             | Lesser Slave Lake Indian Regional Council    | 8      | Kapawe'no 150B (en)        | 422                                |
| Kehewin Cree Nation              | 466             | Tribal Chiefs Ventures Incorporated          | 6      | Kehewin 123 (en)           | 2 306                              |
| Little Red River Cree Nation     | 447             | North Peace Tribal Council                   | 8      | Fox Lake 162 (en)          | 6 164                              |
| Loon River Cree                  | 476             | Kee Tas Kee Now Tribal Council (en)          | 8      | Loon Lake 235 (en)         | 683                                |
| Louis Bull                       | 439             | Conseil tribal cri de Maskwacis              | 6      | Louis Bull 138B (en)       | 2 395                              |
| Lubicon Lake                     | 453             | Kee Tas Kee Now Tribal Council (en)          | 8      | Little Buffalo             | 786                                |
| Mikisew Cree First Nation        | 461             |                                              | 8      | Dog Head 218               | 3 229                              |
| Montana                          | 442             | Conseil tribal cri de Maskwacis              | 6      | Montana 139 (en)           | 1 074                              |
| O'Chiese                         | 431             | Yellowhead Tribal Development Foundation     | 6      | O'Chiese 203 (en)          | 1 478                              |
| Paul                             | 441             |                                              | 6      | Wabamun 133B (en)          | 2 174                              |
| Peerless Trout First Nation      | 478             | Kee Tas Kee Now Tribal Council (en)          | 8      | Peerless Trout 238 (en)    | 1 053                              |
| Piikani Nation (en)              | 436             | Blackfoot Confederacy                        | 7      | Piikani                    | 3 879                              |
| Saddle Lake Cree Nation          | 462             |                                              | 6      | Saddle Lake 125 (en)       | 11 270                             |
| Samson                           | 444             | Conseil tribal cri de Maskwacis              | 6      | Samson 137 (en)            | 9 141                              |
| Sawridge                         | 454             | Lesser Slave Lake Indian Regional Council    | 8      | wridge 150H (en)           | 576                                |
| Siksika Nation                   | 430             | Blackfoot Confederacy                        | 7      | Siksika 146                | 7 560                              |
| Smith's Landing First Nation     | 477             |                                              | 8      |                            | 373                                |
| Stoney                           | 471             |                                              | 7      | Stoney 142, 143, 144 (en)  | 0                                  |
| Sturgeon Lake Cree Nation        | 455             | Western Cree Tribal Council (en)             | 8      | Sturgeon Lake 154 (en)     | 3 668                              |
| Sucker Creek                     | 456             | Lesser Slave Lake Indian Regional Council    | 8      | Sucker Creek 150A (en)     | 3 096                              |
| Première Nation Sunchild         | 434             | Yellowhead Tribal Development Foundation     | 6      | Sunchild 202 (en)          | 1 450                              |
| Swan River First Nation          | 457             | Lesser Slave Lake Indian Regional Council    | 8      | Swan River 150E            | 1 552                              |
| Tallcree Tribal Government       | 446             | North Peace Tribal Council                   | 8      | Tallcree 173A (en)         | 1 437                              |
| Tsuut'ina Nation                 | 432             | Stoney Nakoda - Tsuut'ina Tribal Council Ltd | 7      | Tsuut'ina 145 (en)         | 2 491                              |
| Wesley                           | 475             |                                              | 7      |                            | 1 836                              |
| Whitefish Lake                   | 459             | Kee Tas Kee Now Tribal Council (en)          | 8      | Utikoomak Lake 155 (en)    | 3 007                              |
| Woodland Cree First Nation       | 474             | Kee Tas Kee Now Tribal Council (en)          | 8      | Cadotte Lake               | 1 225                              |

## Annexe